# Wilczomlecz mleczny

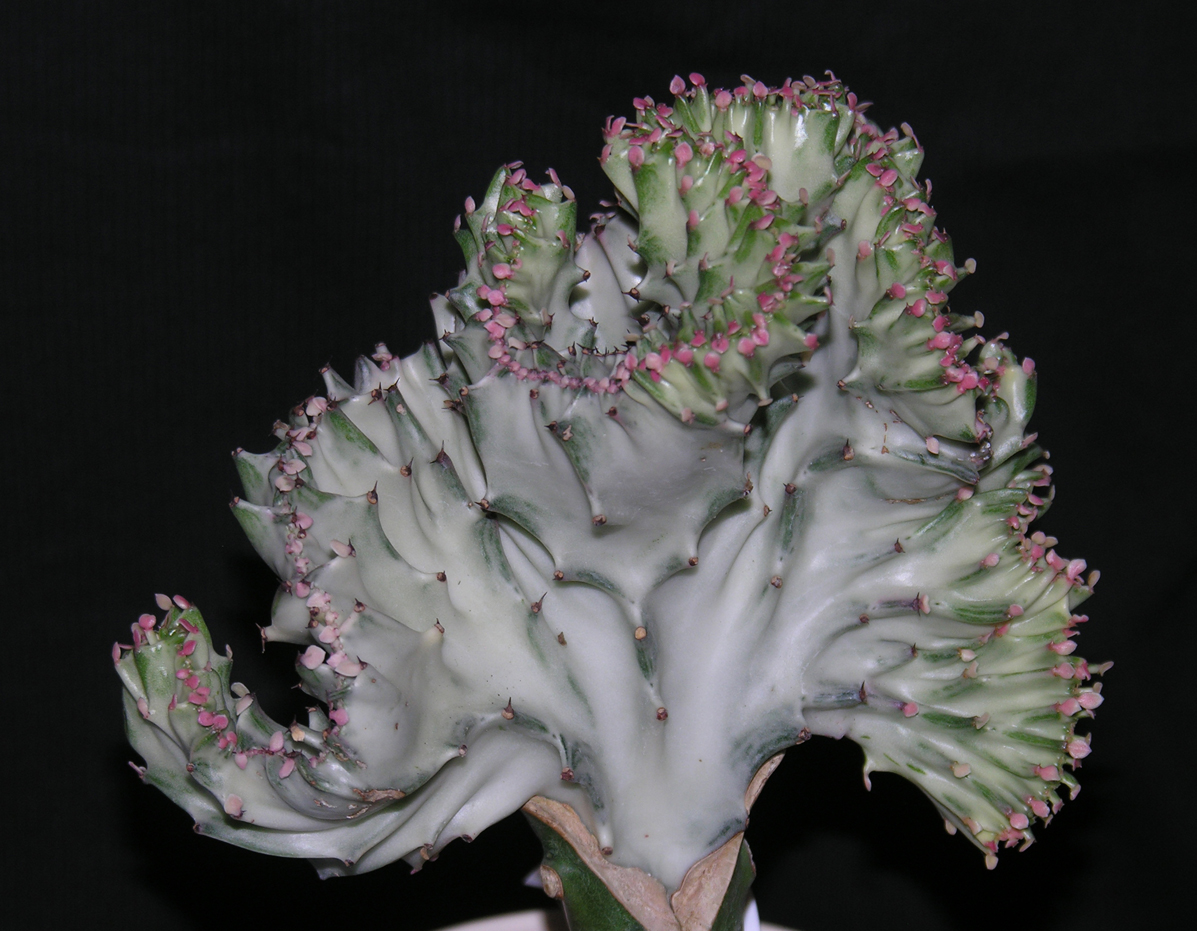
Wilczomlecz mleczny 'Cristata'

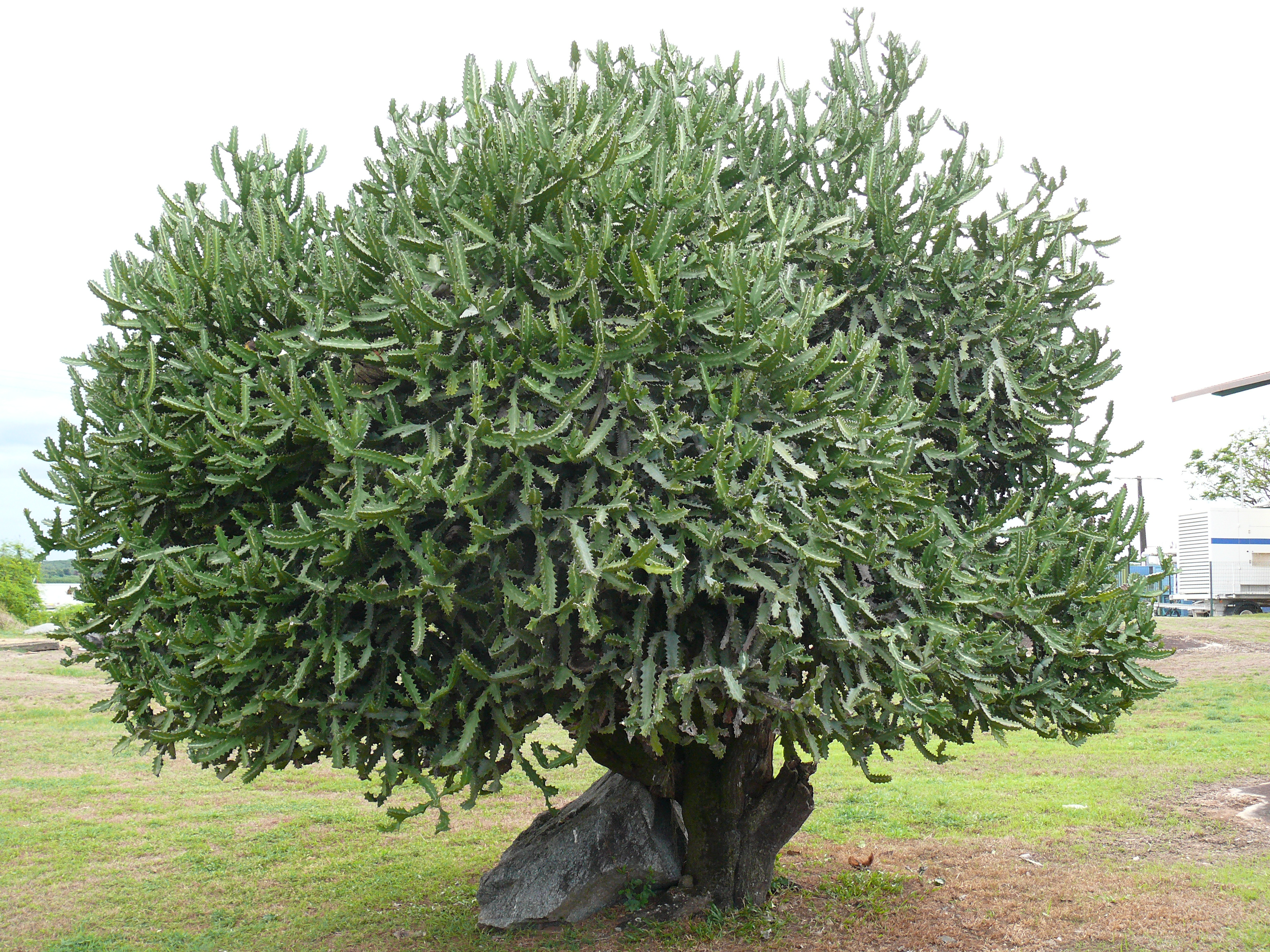
Wilczomlecz mleczny w Kourou, Gujana Francuska.

Wilczomlecz mleczny (Euphorbia lactea Haw.) – gatunek roślin należący do rodziny wilczomleczowatych. Pochodzi z  cieplejszych stref Azji, występuje głównie w Indiach. Cała roślina zawiera trujący sok mleczny.

## Morfologia
PokrójDorastający do 5 metrów wysokości krzew. Pędy o średnicy 3–5 centymetrów, o przekroju trójkątnym lub rombowym; żebrowane, z sinawym nalotem woskowym, z krótkimi kolcami do 5 milimetrów długości.
LiścieMaleńkie, szybko opadają.

## Zastosowanie
- Jest czasami uprawiany jako roślina ozdobna, przede wszystkim dekoracyjne odmiany, takie jak 'Cristata'[4][6].
- Roślina lecznicza: używany w celach leczniczych w Indiach[7].